# Merkers-Kieselbach
Merkers-Kieselbach – dzielnica gminy Krayenberggemeinde  w Niemczech, w kraju związkowym Turyngia, w powiecie Wartburg.
W skład gminy dzielnicy następujące miejscowości:
- Kambachsmühle
- Kieselbach
- Merkers